# Лейтенант Горнблавер
«Лейтенант Горнблавер» (англ. Lieutenant Hornblower) — роман Сесіла Скотта Форестера, про пригоди офіцера Королівського Британського флоту в період наполеонівських воєн, Гораціо Горнблавера. Опублікований у 1952 році. Цей роман є унікальний у серії про Горнблавера, оскільки оповідь ведеться не від імені головного героя Гораціо Горнблавера, а від імені лейтенанта Вільяма Буша. 

## Синопсис
Молодий лейтенант Горнблавер переходить з фрегата «Indefatigable» («Невтомний») на «Renown» («Слава»), 74-х гарматний лінійний корабель, та обіймає посаду п'ятого лейтенанта. Також на «Славу» прибув лейтенант Вільям Буш, третій лейтенант корабля, який стає вірним товаришем та супутником Гораціо Горнблавера. Корабель стоїть неподалік Плімута, в гирлі річки Теймар, але має відплисти у Вест-Індію, щоб знищити базу іспанців у Санто-Домінго. У міру наближення до Вест-Індії капітан Сойєр поводиться все більш дивно: віддає суперечливі накази та жорстоко карає будь-кого, хто намагається їх оскаржити. Поступово капітан починає підозрювати своїх офіцерів у спробі підняти на кораблі бунт. Гораціо Горнблавер бачить, що у капітана Джеймса Сойєра параноя.  Четверо лейтенантів таємно зустрічаються на нижній палубі, щоб обговорити ситуацію, яка склалася, але розходяться після того, як Веллард попереджає їх, що капітан збирається заарештувати «заколотників». Офіцери розкидаються. Згодом вони дізнаються, що капітан Соєр впав у трюм та втратив свідомість. Капітан Соєр приходить до тями, але зовсім втратив розум через падіння, і не здатний здійснювати командування. Перший лейтенант Бакленд бере командування на себе. Він організовує незграбну фронтальну атаку на ворожу фортецю, і Горнблавер зі своїм загоном потрапляє під смертельний вогонь іспанців, які відбивають атаку. Британці проводять раптову нічну атаку й іспанці капітулюють. 
Згодом іспанські в'язні захоплюють у ночі «Renown», Бакленд потрапляє до них у полон. Горнблавер відважно діє та повертає контроль над кораблем, але у бою важко поранений лейтенант Буш, а капітан Сойєр гине.
Після повернення в Англію відбувається суд, для з'ясування обставин щодо падіння капітана Сойєр у трюм. Суд нікого не засуджує. Горнблаверу надають звання командер, але через Ам'єнський мир його не затверджують. Горнблавер перебуває у матеріальній скруті, оскільки живе на зарплатню лейтенанта, яку в мирний час скорочують вдвоє. Він заробляє собі на життя тим, що грає в карти, у віст. Горнблавер мешкає у скромному помешканні, яке винаймає у місіс Мейсон. Тут він знайомиться зі своєю свою майбутньою дружиною Марією Мейсон, дочкою господарки його помешкання. Він зустрічається кілька раз із лейтенантом Бушем.

## Телевізійна адаптація
За мотивами роману «Лейтенант Горнблавер» було зфільмовано 5 («Заколот») та 6 («Відплата») телевізійний фільм з серії «Горнблавер», які стосуються плавання «Ріновна», а також для деяких сцен на початку 7 телефільму («Відданість»).